# 伊米什利
39°52′11″N 48°03′36″E / 39.86972°N 48.06000°E

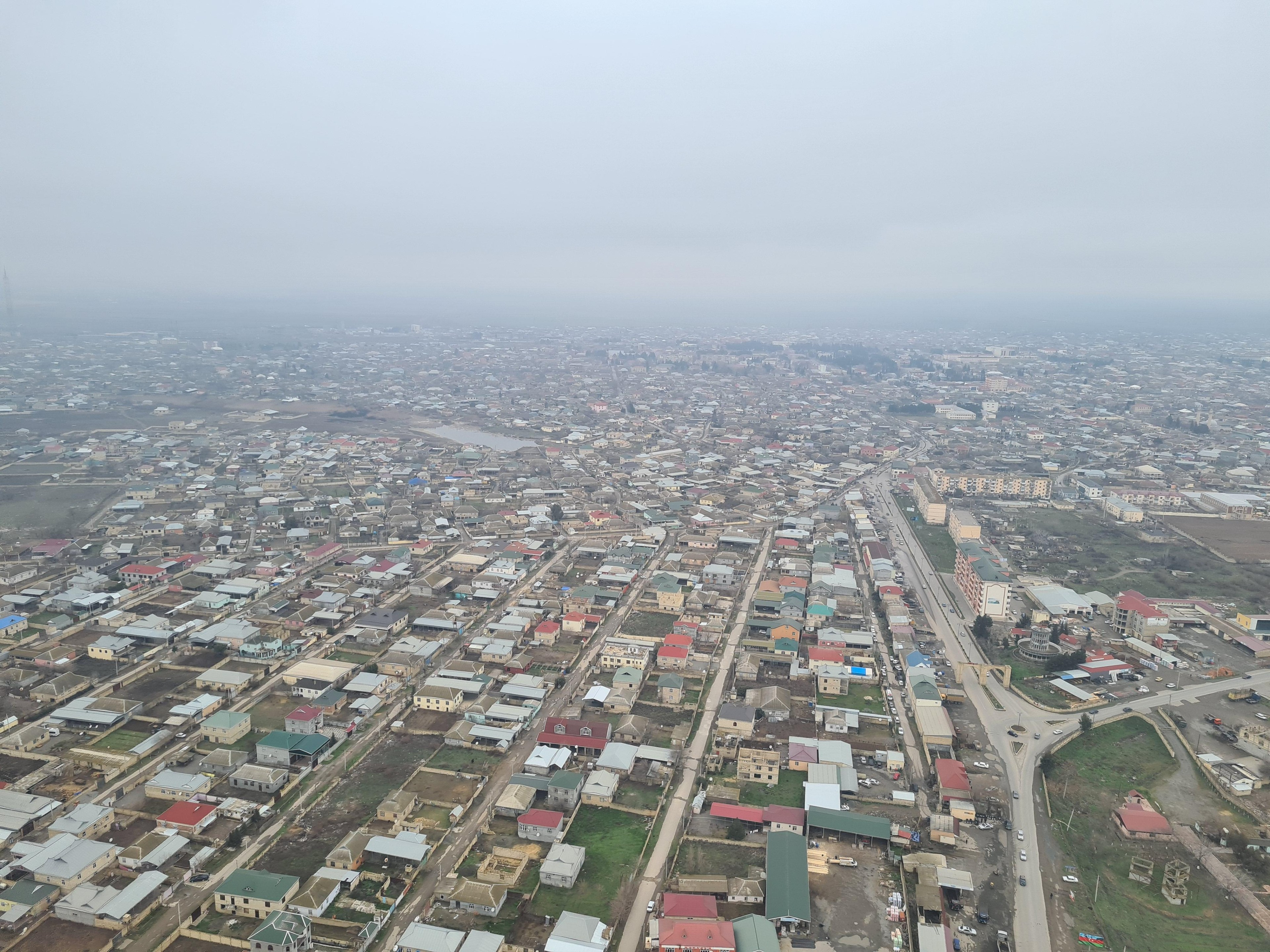
伊米什利

伊米什利是阿塞拜疆的城鎮，也是伊米什利區的首府，位於該國南部阿拉斯河左岸，距離首都巴庫250公里，處於海拔水平面，2010年人口34,178。